# 尤金·奥尼尔
尤金·奥尼尔（英語：Eugene O'Neill，1888年10月16日—1953年11月27日），美国著名剧作家，表现主义文学的代表作家。主要作品有《琼斯皇》、《毛猿》、《天边外》、《悲悼》等。他是1936年的诺贝尔文学奖的得主，也是唯一一位四次获得普利策戏剧奖的剧作家。

## 生平
奥尼尔出生于纽约市的一个演员家庭，父亲是爱尔兰人。1909年至1911年期间，奥尼尔曾至南美、非洲各地流浪，曾任職過淘金、水手、小职员、無業遊民等。
1911年回国后，在父亲的剧团裡当临时演员。父亲不满意他的演出，但他却不满意剧团的传统剧目。他学习易卜生和斯特林堡，1914年到哈佛大学选读戏剧技巧方面的课程，并开始创作。
1943年他的女兒烏娜·歐尼爾與著名演員卓别林結婚。但他對此段婚姻持極反對態度，從此以後他再沒有跟他的女兒說過話 。
晚年，奥尼尔患上帕金森氏症，并与妻子卡罗塔爆发矛盾。奥尼尔描述家庭悲剧的自传式剧本《进入黑夜的漫长旅程》（喬治高譯為：長夜漫漫路迢迢）原本是交付给他的独家出版社兰登书屋，务必于他死后25年才可发表，但奥尼尔逝世后，卡罗塔接手此稿交由耶鲁大学出版社立即出版。

## 作品
奥尼尔一生的创作可分为早期（1912年－1920年）、中期（1920年－1934年）和晚期（1934年－1953年）。

### 作品一览
奥尼尔一生写了45部戏剧，主要有：
- 《渴》，1914年。
- 《东航卡迪夫》，1914年。有的批评家认为此剧的上演可以看作美国戏剧的诞生。
- 《鲸油》，1917年
- 《天边外》，1918年。1920年上演于百老汇，获得普利策奖。“由于他剧作中所表现的力量、热忱与深挚的感情——它们完全符合悲剧的原始概念”，1936年奥尼尔凭此作获得诺贝尔文学奖。
- 《安娜·克里斯蒂》，1920年
- 《琼斯皇》，1920年。把人物精神世界外化为舞台形象，是表现主义戏剧的代表作之一。
- 《毛猿》，1921年
- 《榆树下的欲望》，1924年。1958年被改编为电影，由索非亚·罗兰主演[1]。
- 《大神勃朗》，1925年
- 《奇异的插曲》，1927年
- 《悲悼》，1931年。此剧借用了埃斯库罗斯的悲剧《俄瑞斯忒亚》的情节。
- 《送冰的人来了》，1939年
- 《長夜漫漫路迢迢》，1941年。自传体剧本，是一部现实主义的作品，但又使用了大量象征主义手法。
- 《月照不幸人》，1943年。此剧实际为《長夜漫漫路迢迢》的续集。

### 作品主旨
面具理论：奥尼尔在《关于面具的备忘录》中写道：“一个人的外部生活在别人的面具的缠绕下孤寂地度过了。”在奥尼尔笔下，美国是一个虚伪的王国，人与物都戴着面具，在其剧作中不少人物都戴着面具演出。
1925年，当被问及《榆树下的欲望》的主题时，奥尼尔将该剧称为 “一个占有者的悲剧—— 一个令人同情的人渴望利用权力占有土地、家人和金钱”。

## 评价
- 1953年12月的《泰晤士报》上，美国著名戏剧评论家约翰·加斯纳教授称：“在奥尼尔之前，美国只有剧院；在奥尼尔以后，美国才有了戏剧。”
- 1976年马丁·西摩·司密斯编的《20世纪文学辞典》中，将奥尼尔同布莱希特、皮兰德娄和辛格并称为20世纪四大剧作家，称他是美国的一流作家。
- 諾貝爾文學獎研究者之一的孟憲忠，曾在《諾貝爾文學獎作家的人生之旅》這本書裡提到：要理解歐尼爾的偉大，需要掌握三個判斷：(1)歐尼爾這人生命的複雜與多樣性。(2)歐尼爾將戲劇從情節衝突、動作衝突，引向人的內在衝突與靈魂衝突。(3)歐尼爾的作品洋溢著20世紀的悲劇意識，警醒人類正視現實、正視自我，而不廉價地討好和慫恿世人。[2]
- 作家的小兒子尤金‧歐尼爾說：「表面看來，我父親對人生的看法是悲觀的，可內裡卻有一種根深蒂固的理想主義，有一種要使世界合乎願望的夢想......我父親不僅僅是我生平了解的一個最敏感的人，而且是古往今來具有最崇高理想主義的人。[2]

## 作品的中譯
繁體本：
- 李美惠/譯，《偉大的布朗神》，台北市北投：政工幹部學校印行，1969年。
- 喬治高/譯，《長夜漫漫路迢迢》，香港：今日世界出版社，1973年。
- 諾貝爾文學獎全集編譯委員會/編譯，《歐尼爾》，台北市：九華文化 1980年。
- 《鄉村》布寧著 王兆徽/譯，《六個尋找作者的角色》皮藍德婁著 陳惠華/譯，《長夜漫漫路迢迢》奧尼爾著 喬治高/譯《鄉村 六個尋找作者的角色 長夜漫漫路迢迢》，台北市：遠景，1987年。
- 許國衡，《瓊斯皇帝》，台北市：洪範，1997年。
- 鄭樹森/編，《世界文學大師選4》，台北市：洪範，1999年。選入了奧尼爾著的《瓊斯皇帝》。
- 莊靜君/譯，愛德蓮‧約瑞克/繪圖，《一隻狗的遺囑》，台北市：皇冠，2001年。
- 劉慰慈/繪圖，《一隻狗的遺囑》，台中市：晨星發行，2004年。

簡體本：
- 荒蕪譯，《奧尼爾劇作選》，上海文藝出版社，1982-8。
- 歐陽基等譯，《榆樹下的慾望 漫長的路程》，湖南人民出版社,1983年。
- 荒蕪、汪義群等譯，《天邊外》，漓江出版社，1984年-11月。
- 譯者未知，《外國當代劇作選1》,中國戲劇出版社，1988年。
- 美/加特維斯·博加德編，汪義群、梅紹武、屠珍、龍文佩、王德明、申慧輝譯《奧尼爾集》，生活·讀書·新知三聯書店，1995年-5月。
- 郭繼德編譯者未知《奧尼爾文集》共六冊，人民文學出版社，2006年-8月。
- 歐陽基等譯，《奧尼爾劇作選》，人民文學出版社，2007年-4月。
- 《一只狗的遺囑》，天津教育出版社，2008年。
- 《一只狗的遺囑》，長江文藝出版社，2009年。
- 《天邊外》(中英對照)，中國書籍出版社，2008年。附有CD。
- 《黑克索引》(英文原版)，人民衛生出版社，2008年。

## 相關書籍
繁體本：
- 顧乃春，《現代戲劇論集：發展論、作家作品論、演出論》，台北市：心理出版社，2007年。

簡體本：
- 詹姆斯‧羅賓森，《尤金‧奧尼爾和東方思想：一分為二的心象》，遼寧教育出版社，1997年。
- 廖可兑，《尤金‧奧尼爾戲劇研究論文集》，外語教學與研究出版社，2000年。
- 孫白梅/編著，《西洋萬花筒─美國戲劇概覽》，上海外語教育出版社，2002年。
- 謝群，《語言與分裂的自我：尤金‧奧尼爾劇作解讀(英文版)》，北京大學出版社，2005年。
- 曼海姆(美國)/著，《尤金‧奧尼爾(英文本)》，上海外語教育出版社，2005年。研究論文的集結。
- 汪義群/著，《奧尼爾研究》，上海外語教育出版社，2006年。
- 郭繼德/主編，《尤金‧奧尼爾戲劇研究論文集》，上海外語教育出版社，2006年。
- 雷蒙‧威廉斯(Williams R)/著，丁爾甦/譯，《現代悲劇》，譯林出版社，2007年。
- 衛嶺，《奧尼爾的創傷記憶與悲劇創作》，中國人民大學出版社，2009年。
- 郭勤，《依存與超越：尤金‧奧尼爾隱秘世界後的廣袤天空》，上海譯文出版社，2010年。